# سار- لوبه

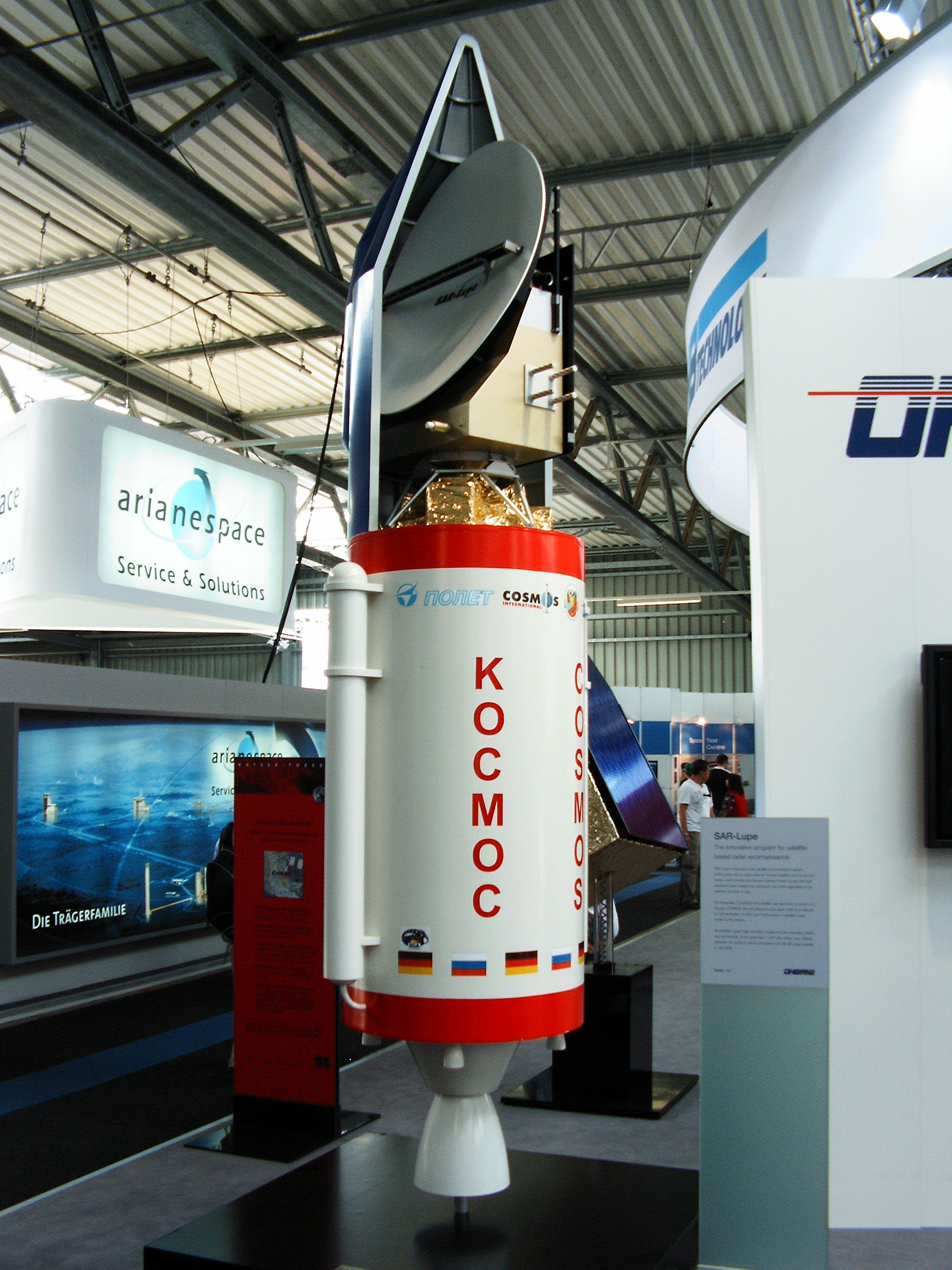
نموذج لقمر صناعي SAR-Lupe فوق صاروخ روسي من طراز Kosmos-3M.

يُعد سار- لوبه أول نظام أقمار صناعية استطلاعية ألماني يستخدم لأغراض عسكرية. سار SAR هو اختصار لمصطلح «رادار الفتحة الاصطناعية» ولووب Lupe هي كلمة ألمانية بمعنى عدسة مكبرة. يتكون برنامج سار - لووب من خمسة أقمار صناعية متطابقة (بكتلة 770 كجم)، تم تطويرها من قبل شركة الملاحة الجوية الألمانية OHB-System ويتم التحكم بها باستخدام محطة أرضية مسؤولة عن التحكم في النظام وتحليل البيانات المستردة. سيتم الاحتفاظ بأرشيف بيانات كبير من الصور في مأوى يعود للحرب الباردة السابق التابع للقيادة الاستطلاعية الاستراتيجية التابعة للجيش الألماني.

## المواصفات
يمكن التقاط صور «عالية الدقة»  ليلاً أو نهاراً باستخدام سار – لووب خلال جميع الظروف الجوية. تم إطلاق أول قمر صناعي خاص بالنظام من بليستسك في روسيا في 19 ديسمبر 2006، أي بعد حوالي عام من تاريخ الإطلاق المُخطط له؛ تم إطلاق أربعة أقمار صناعية أخرى على مدار ستة أشهر تقريباً، وحقق النظام بأكمله الاستعداد التشغيلي الكامل في 22 يوليو 2008.
تعمل الأقمار الصناعية الخمسة في ثلاثة مدارات نصف قطرها 500 كيلومتر في مستويات منفصلة عن بعضها بستين درجة تقريباً. تستخدم هذه الأقمار نطاق ترددات X باستخدام لاقطٍ بقطر ثلاثة أمتار، مما يوفر دقة تبلغ حوالي 50 سنتيمتر لإطارٍ يبلغ طوله 5.5 كيلومترات على كل جانب (وذلك في «وضع الكشف،» حيث يدور القمر الصناعي للحفاظ على توجيه لاقطه نحو هدفٍ واحد) أو بدقة متر واحد تقريباً لإطار تبلغ مساحته 8 كم × 60 كم («الوضع الخريطي الشريطي» حيث يحافظ القمر الصناعي على اتجاه ثابت فوق الأرض حيث تتشكل صورة الرادار ببساطة عن طريق حركة القمر الصناعي على طول مداره). وقت الاستجابة لتصوير منطقة معينة هو عشر ساعات أو أقل. قدمت شركة تاليس إلينيا سبيس الجزء الرئيسي لأجهزة استشعار رادار الفتحة الاصطناعية.

## نظرة تاريخية
تضمن اختبار سار- لووب  إجراءً معكوساً، استخدم فيه القمر الصناعي، المركب أسفل قبة رادارية على الأرض، لتصوير محطة الفضاء الدولية، التي تتمتع بمدار قريبٍ نسبياً من المدار الذي سيوضع فيه القمر الصناعي في النهاية. ويبدو أنه تم التقاط صورٍ بدقة مترٍ واحد للمحطة.
في 30 يوليو 2002، تم توقيع اتفاقية تعاون بين ألمانيا وفرنسا، ستعمل بموجبها أقمال سار – لووب وأقمار الاستطلاع البصرية هيليوس الفرنسية بشكلٍ مشترك. تمت دعوة دول الاتحاد الأوروبي الأخرى للانضمام أيضاً، وأبدت إيطاليا اهتماماً كبيراً.

## المستقبل
(ملاحظة: تم تحديث التواريخ في الفقرة التالية. المصدر موجود في نهاية الترجمة.)
سيتم استبدال نظام سار- لووب، بنظامٍ آخر يُسمى ساره SARA، في الفترة من 2020 و2021. حيث سيتكون من 3 أقمار صناعية رادرارية وقمر بصري واحد. ستكون أقمار ساره أكبر وأكثر قدرة من تلك الخاصة بنظام سار - لووب. ومن المقرر إطلاق ساره – 1، وهو قمر صناعي ذي مصفوفة طورية، وساره – 2 و3، رادارا فتحة اصطناعية ذات هوائيٍ سلبي، على متن صاروخ فالكون 9 في وقت ما في عامي 2020 و2021.

## قدرات الأقمار الصناعية
- قدرة عالمية في الرصد

- استخدام هوائي سار على شكل قطع مكافئ بمساحة: 3.3 متر × 2.7 متر. مّثل اختيار استخدام هوائي عاكس إزاحي ذي حزمةٍ واحدة بدلاً من هوائي ذي توجيهٍ شعاعي نشط توفيراً كبيراً في التكلفة خلال عملية تطوير النظام. يستخدم نظام سار – لووب هوائي عاكس ذي حزمةٍ واحدة وجهاز إرسال TWT (صمام الموجة الراحلة)، مضاء بواسطة هوائي تغذية قرني على ذراع قابل للنشر. يوفر نظام TWT عالي الكفاءة وهوائي ذي كسبٍ عالٍ وخسارةٍ منخفضة إمكانات طاقة جيدة للرادار مع كفاءة استخدام طاقة التيار المستمر.

قبل الحصول على الصور، يستقر القمر الصناعي في وضع وحالة مناسبين. ثم، يتم التقاط الصور. بعد ذلك، يعود القمر الصناعي مرة أخرى إلى وضع الاستعداد ويستمر في شحن بطارياته استعداداً لالتقاط الصور التالية.
- • عدد المشاهدات ذات الأهمية للقمر الصناعي ≥ 30/يوم
- • وقت استجابة النظام: <36 ساعة
- • توافر النظام: 95 ٪
- • المراقبة والتحكم الآلي لمجموعة الأقمار عبر محطة التحكم الأرضية
- • استقبال البيانات الآلي ومعالجة الصور
- • يتم توفير دعم مرحلة الإطلاق والمدار المبكر من قبل مركز الطيران والفضاء الألماني ومركز عمليات الفضاء الألماني
- • يراوح متوسط وقت استجابة النظام في حدود 10 ساعات. يتم تقديم توافر النظام عن طريق توزيع الأقمار الصناعية في مستوياتها المدارية
- • يسمح تصميم الواجهة المعيارية للجزء الأرضي أيضاً بالاندماج مستقبلاً مع شبكة الاستطلاع الدولية (الاستخدام المتبادل للنظام، وما إلى ذلك).
- • أوضاع التصوير الخاصة بسار: يتضمن التصوير الخريطي الشريطي توجيه الهوائي نحو هدفٍ ثابت (عادةً في المسار المتقاطع). داخلياً، يشار إلى هذه الأوضاع باسم «ستريب – سار.» تُجرى عمليات رصد ستريب – سار  في اتجاه النظير. في وضع سليب – سار، يتم تدوير المركبة الفضائية بأكملها في اتجاه الهدف لزيادة وقت التكامل وبالتالي الدقة في المسار.
- • الدقة المكانية لبيانات سار: 0.5 متر في وضع سبوتلايت لمشهد بمساحة 5.5 كم × 5.5 كم؛ تبلغ مساحة التصوير الخريطي الشريطي 60 كم × 8 كم. يمكن أن توفر مدى لـ «ضوضاء سيغما مكافئة منعدمة» يصل إلى 19.91 ديسيبل.
- • تسمح عمليات الأقمار الصناعية بـ «تصوير سبوتلايت» للمشهد. يتضمن ذلك دوران المركبة الفضائية بأكملها حول المنطقة المستهدفة لزيادة وقت تكامل المشهد (يمكن توجيه المرشد اللاسلكي لسار). باستخدام مصطلحات نظام سار – لووب، يشار إلى تصوير سبوتلايت باسم «سليب سار.»

يتم توفير مساحة تخزين للصور تساوي 128 جيجابايت على متن القمر الصناعي.
منتجات الصور الرئيسية هي: 1) مشاهد خريطية شريطية بمساحة 60 كم × 8 كم، و2) مشاهد مربعة بمساحة 5.5 كم × 5.5 كم.
يمكن أيضاً توليد المنتجات الإضافية التالية: 1) نماذج ارتفاع من منتجات تداخل متعددة الدخول، 2) منتجات استريو متعددة الدخول، 3) منتجات الكشف عن التغيير، 4) منتجات ذات قياس إشعاعي محسّنة.

## المراجغ
1. 1 2 3 4  وصلة مرجع: https://space.skyrocket.de/doc_sdat/sar-lupe.htm.
2. ↑  SAR-Lupe ground station: Zentrum für Nachrichtenwesen der الجيش الألماني (ZNBw), Max-Planck-Str. 17, 53501 Gelsdorf 50°34′06″N 7°02′11″E / 50.5683°N 7.0363°E
3. ↑  "SARah 2, 3". space.skyrocket.de. مؤرشف من الأصل في 2019-07-16. اطلع عليه بتاريخ 2019-10-20.
4. ↑  "SpaceX Falcon 9 : SARah 2/3 (2021) : Vandenberg". forum.nasaspaceflight.com. مؤرشف من الأصل في 2019-05-12. اطلع عليه بتاريخ 2019-10-20.
5. ↑  Stephen Clark (22 يوليو 2008). "Radar reconnaissance spacecraft launched". Spaceflight Now. مؤرشف من الأصل في 2017-05-03. اطلع عليه بتاريخ 2014-05-06.
6. ↑  "Successful Launch Of Sar-lupe Satellite, With Thales Alenia Space's SAR Sensor Electronics Units" (Press release). July 3, 2007. مؤرشف من الأصل في May 6, 2014. اطلع عليه بتاريخ أغسطس 2020. {{استشهاد ببيان صحفي}}: تحقق من التاريخ في: |تاريخ الوصول= (مساعدة)
7. ↑  Spacex Is Awarded Launch Of German Radar Reconnaissance Satellite System | Spacex نسخة محفوظة 21 مايو 2019 على موقع واي باك مشين.